# Elda Cividino
Elda Cividino (Trieste, 13 dicembre 1921 – Trieste, 15 luglio 2014) è stata una ginnasta italiana.

## Biografia
Nata nel 1921 a Trieste, a soli 14 anni partecipò ai Giochi olimpici di Berlino 1936, nel concorso a squadre, chiuso al settimo posto con 442.05 punti totali (18.35 alle parallele, 22.30 alla trave e 19.10 al volteggio i suoi punteggi). Nell'occasione fu la più giovane atleta della spedizione azzurra alle Olimpiadi tedesche.
Nel 1940 fu campionessa italiana nel concorso generale individuale femminile, vestendo i colori della Ginnastica Triestina.
Ritiratasi nel 1954, a 33 anni, fu poi anche giudice alle Olimpiadi di Roma 1960.
Morì nel 2014, a 92 anni.